# 麥克多諾冰原島峰
85°8′S 179°59′E / 85.133°S 179.983°E
麥克多諾冰原島峰（英語：McDonough Nunataks），是南極洲的冰原島峰，位於杜費克海岸，處於羅森沃爾德山以西9公里，屬於毛德王后山脈的一部分，以美國研究隊的物理學家命名，現時由南極條約體系管理。

## 发现和命名
麦克多诺冰原岛峰于1947年2月16日由美国海军跳高行动 （1946-47） 在 1947 年 2 月 16 日的飞行中发现并拍摄，并由美国南极名称咨询委员会 （US-ACAN） 以 1926 年 5 月伯德北极飞行的副驾驶弗洛伊德·贝内特 （Floyd Bennett） 命名。

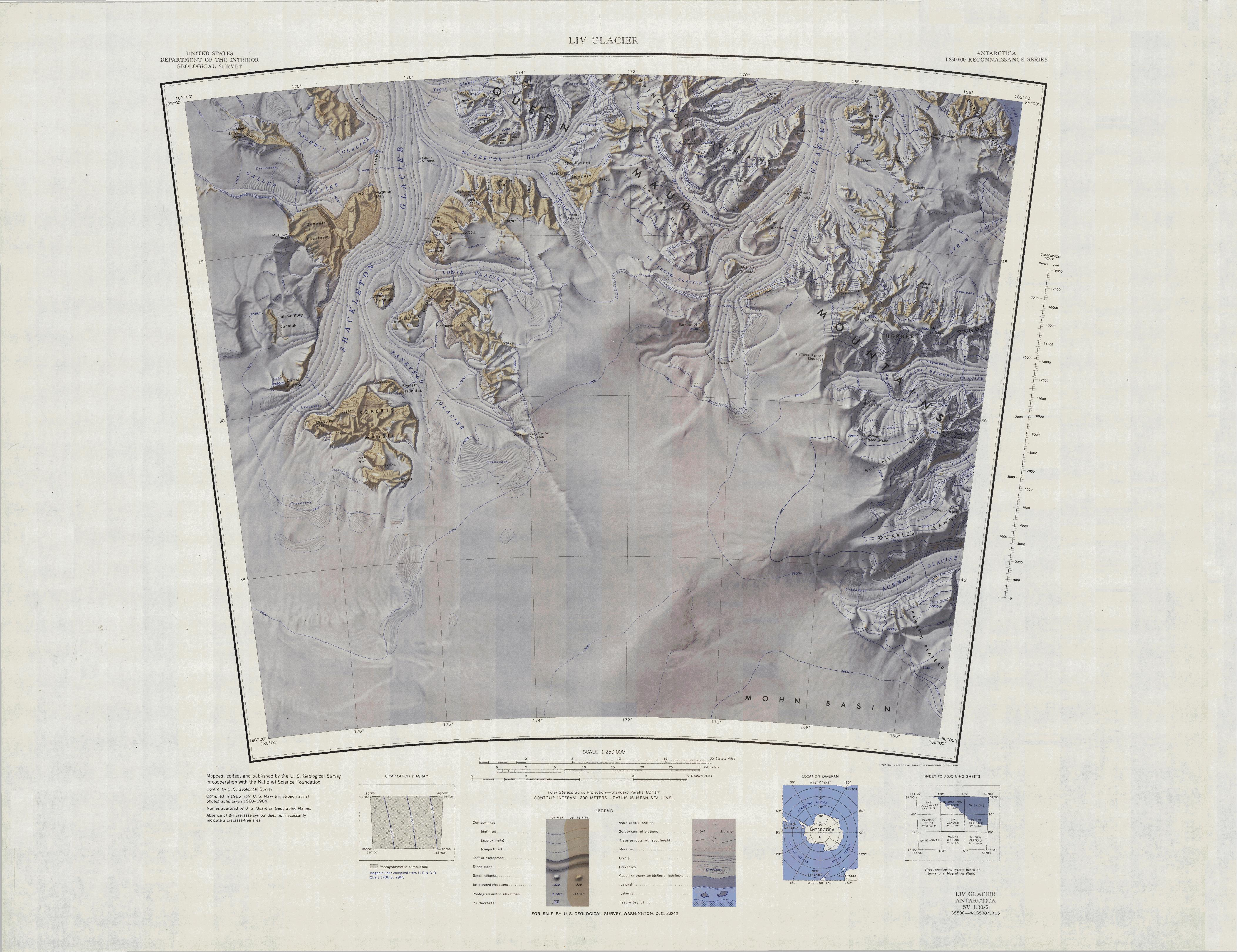
C85165s1 Ant.Map Liv Glacier

## 位置
麦克多诺冰原岛峰位于沙克尔顿冰川的西侧，对面是洛吉冰川通过积云山的一个缺口从东面连接它的地方。盖洛普冰川 （Gallup Glacier） 沿着其北侧延伸。 特色包括西部的布莱克山和东部的斗牛士山。 附近的景点包括西北部的罗森瓦尔德山、北部的 Heekin 山和南部的半世纪努纳塔克。